# Geometry M6
Der Geometry M6 (bis 2022: Geometry C) ist ein batterieelektrisch angetriebenes Sport Utility Vehicle der zu Geely gehörenden Automarke Geometry.

## Geschichte
Das Fahrzeug ist nach dem Geometry A die zweite Baureihe der 2019 gegründeten Marke. Die technische Basis liefert der 2016 vorgestellte Geely GS. Vorgestellt wurde das SUV im Mai 2020. Drei Monate später kam es in China in den Handel. Im September 2021 wurden 2000 Geometry C nach Belarus und Israel exportiert. Eine überarbeitete Version der Baureihe wurde im August 2022 auf der Chengdu Auto Show vorgestellt. Fortan wird sie als Geometry M6 vermarktet. Ab 2023 soll die Baureihe auch in der Europäischen Union – beginnend mit Ungarn, Tschechien und der Slowakei – angeboten werden.

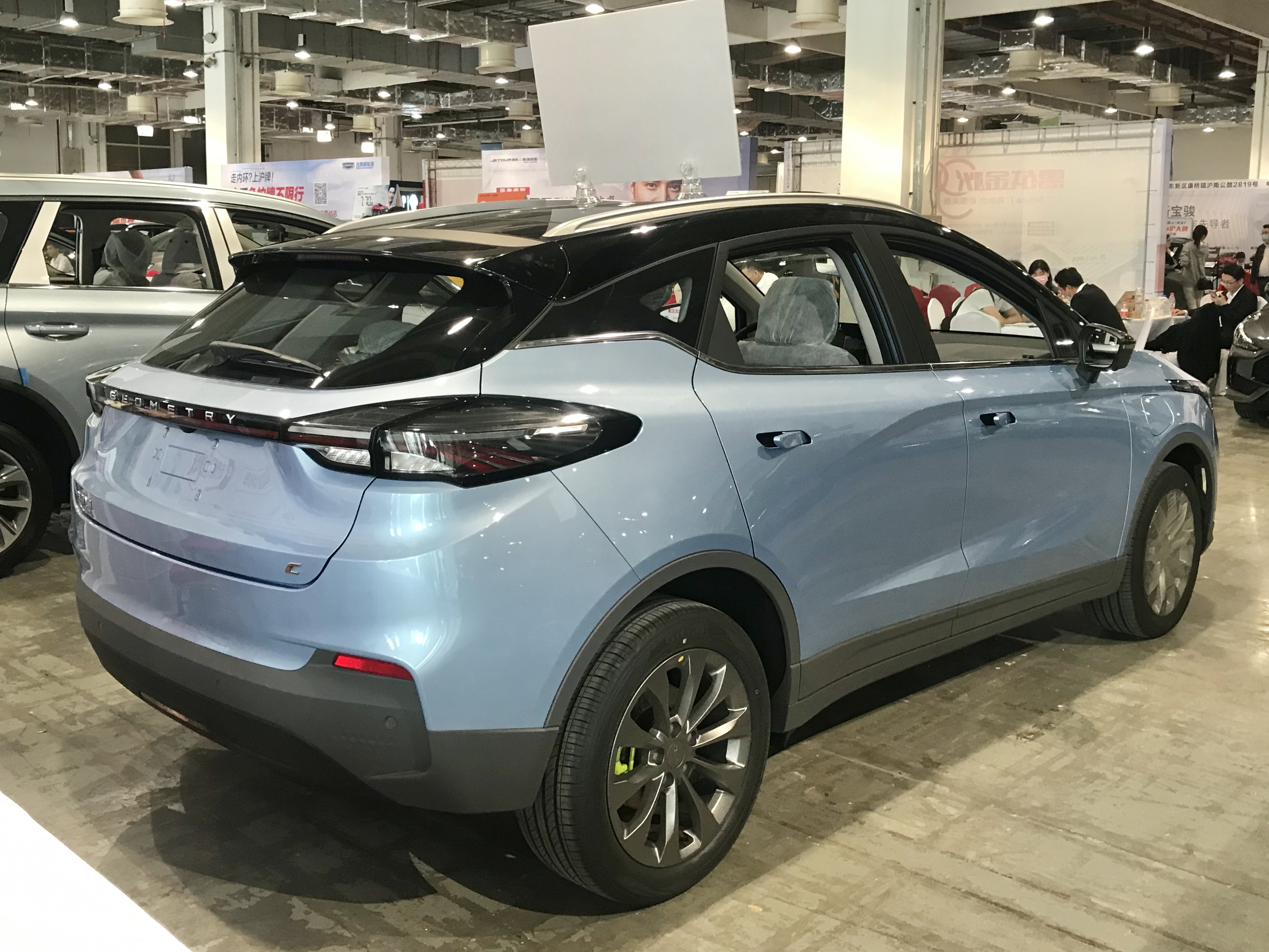
Heckansicht
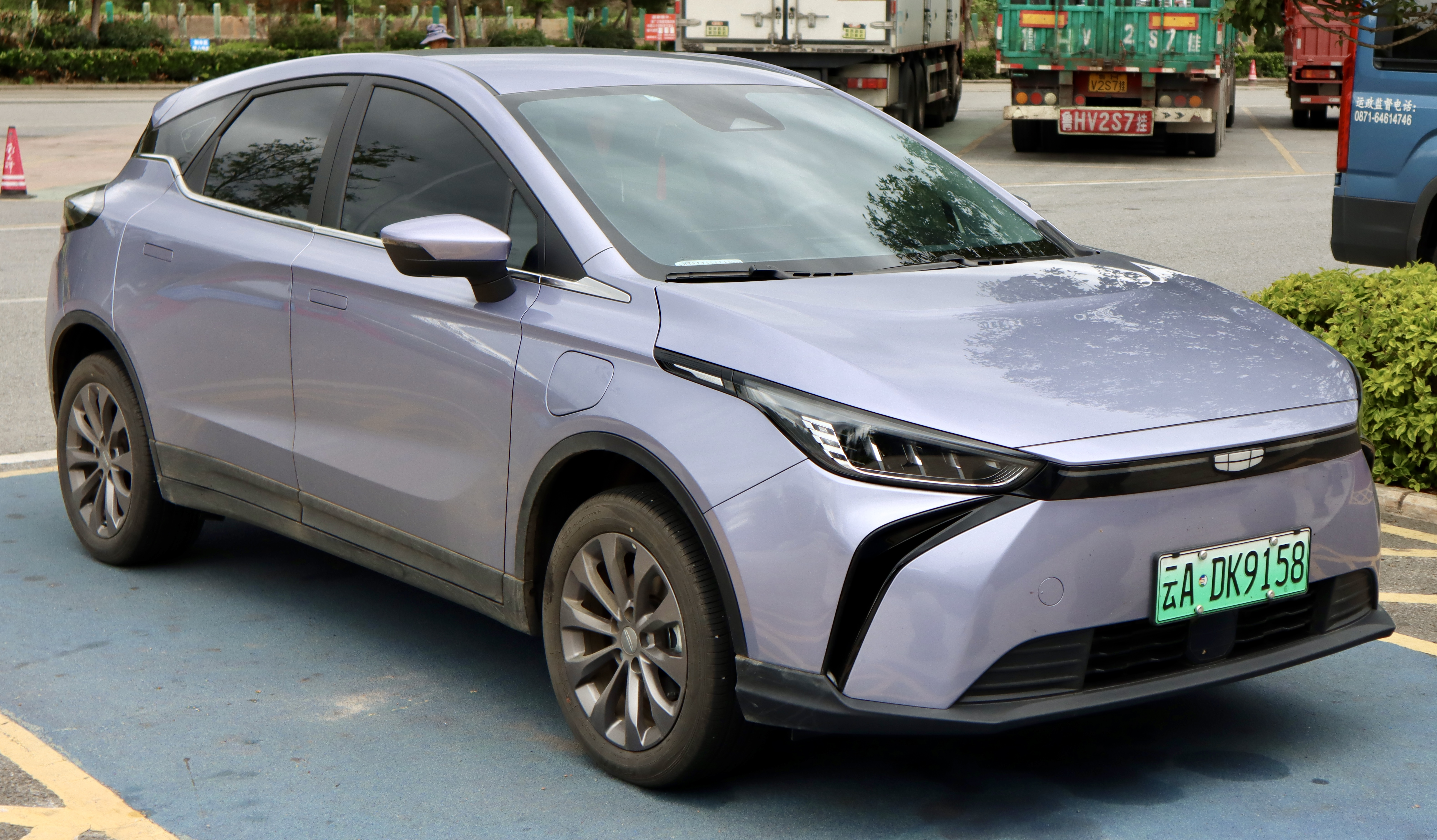
Geometry M6 (seit 2022)
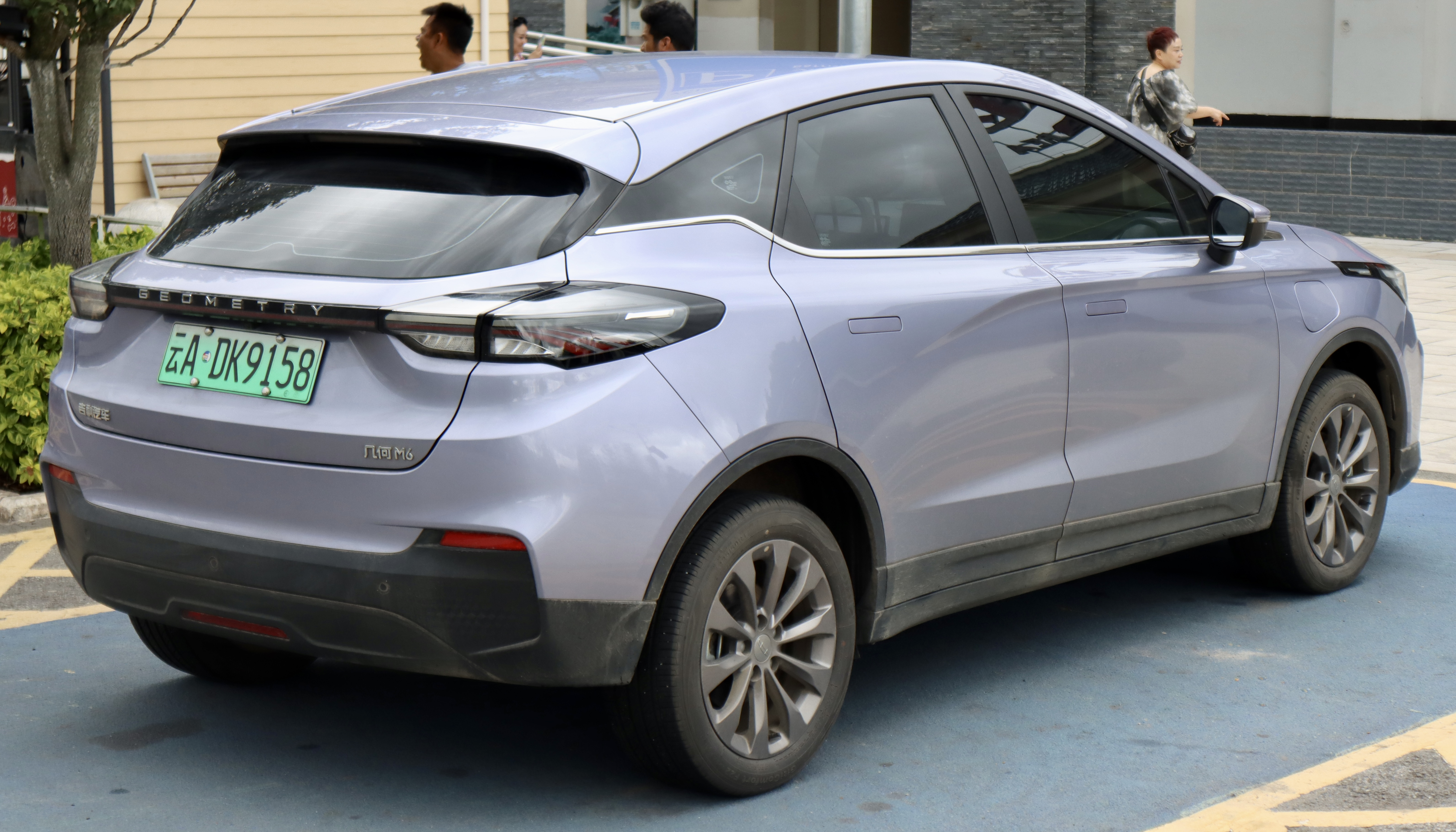
Heckansicht

## Technische Daten
Der Strömungswiderstandskoeffizient cw wird mit 0,273 angegeben. Den Antrieb übernimmt ein 150 kW (204 PS) starker Permanentmagnet-Synchronmotor von Nidec. Zwei Akkumulatoren von CATL stehen zur Auswahl. Der kleinere hat einen Energieinhalt von 53 kWh, der größere von 70 kWh. Die Reichweite wird mit 400 km bzw. 550 km nach NEFZ angegeben. Die Höchstgeschwindigkeit wird bei 150 km/h elektronisch begrenzt.
|                            | Geometry C / M6 400           | Geometry C / M6 550           |
| -------------------------- | ----------------------------- | ----------------------------- |
| Bauzeitraum                | seit 08/2020                  | seit 08/2020                  |
| Motorkenndaten             |                               |                               |
| Motorart                   | Permanentmagnet-Synchronmotor | Permanentmagnet-Synchronmotor |
| max. Leistung bei min−1    | 150 kW (204 PS)               | 150 kW (204 PS)               |
| max. Drehmoment bei min−1  | 310 Nm                        | 310 Nm                        |
| Kraftübertragung           |                               |                               |
| Antrieb                    | Vorderradantrieb              | Vorderradantrieb              |
| Getriebe                   | Festes Übersetzungsverhältnis | Festes Übersetzungsverhältnis |
| Messwerte                  |                               |                               |
| Höchstgeschwindigkeit      | 150 km/h                      | 150 km/h                      |
| Beschleunigung, 0–100 km/h | 6,9 s                         | 7,0 s                         |
| Batterie                   | 53 kWh                        | 70 kWh                        |
| Reichweite nach NEFZ       | 400 km                        | 550 km                        |
| Reichweite nach WLTP       |                               | 460 km                        |